# Mezőnyjátékos
A mezőnyjátékos olyan játékos a csapatsportokban, aki játék közben -  a kapussal  ellentétben -  nem használhatja bármelyik testrészét a labda megérintéséhez.
A mezőnyjátékos mint gyűjtőfogalom az adott csapat valamennyi pályára lépő játékosát magában foglalja, a kapus kivételével. A mezőnyjátékos szót is általában a kapustól való megkülönböztetés érdekében használják (pl. ha a kapus összeütközik egy mezőnyjátékossal stb.)
(Amennyiben a mérkőzés közben kapus cseréjére lenne szükség, ám erre nem áll rendelkezésre tartalékkapus, akkor az adott csapatból az egyik mezőnyjátékos állhat be a kapuba, akit ettől kezdve a kapus és nem a mezőnyjátékos jogai illetnek meg.)
Olyan sportágakban, ahol kapus nincs, a mezőnyjátékos fogalmat ritkán használják. A kosárlabdában például mezőnyjátékosok és center közötti megkülönböztetés fordul elő.

## A mezőnyjátékosok száma
Az egyes csapatokban egyidejűleg pályára lépő mezőnyjátékosok száma sportáganként eltérő lehet; ezt a számot az adott sportág szakmai szabályzata határozza meg. Ugyancsak meghatározzák az egy csapatban pályán levő mezőnyjátékosok minimális számát is.

### A labdarúgásban
Egy labdarúgó-csapatban egyidejűleg egy kapus és tíz mezőnyjátékos szerepelhet.

### A futsalban
A futsalt két csapat játssza, mindkét csapatban 4 mezőnyjátékos és egy kapus van. A cserék száma legfeljebb 7.

### A kézilabdában
Egy kézilabdacsapat 14 játékosból áll. A játéktéren egyszerre maximum hét játékos tartózkodhat, a többiek a csereterületen foglalnak helyet. Mindig kell egy kijelölt kapus a pályára, aki a többiekétől eltérő mezt visel.

### A jégkorongban
Az egyes jégkorongcsapatok általában 20 mezőnyjátékosból és 2 kapusból állnak, ebből 1 kapus és 5 mezőnyjátékos lehet egyszerre a jégen. Az 5 játékosból álló úgynevezett sorok általában 45 másodpercenként váltják egymást a jégen. Speciális játékhelyzetekben (késleltetett kiállítás, mérkőzés végén néhány gólos hátrányban) a kapus helyett hatodik mezőnyjátékost is jégre küldhet az edző.

### A gyeplabdában
A gyeplabdában két 11 fős csapat (egy kapus és 10 mezőnyjátékos) játszik egymás ellen.

## A mezőnyjátékosok elnevezése
A mezőnyjátékosok posztjainak neve sportáganként különböző.

### A labdarúgásban
A mezőnyjátékosok posztjainak csoportosítása és az egyes posztok elnevezései történetileg változók. Az alapvető csoportosítás a mai védők - középpályások - támadók felosztásnak mindig megfelel.
- Eredetileg 2 hátvéd (jobbhátvéd, balhátvéd) + 3 fedezet (jobbfedezet, középfedezet, balfedezet) + 5 csatár (jobbszélső, jobbösszekötő, középcsatár, balösszekötő, balszélső) volt a felosztás, később a hátvédek száma 3-ra növekedett a középhátvéd posztjával, viszont a fedezetek száma a középfedezet posztjának kiesésével 2-re csökkent. (2-3-5 illetve 3-2-5 rendszer).
- Az Aranycsapat újításai közé tartozott, hogy a középcsatár, Hidegkuti Nándor a többi csatárnál hátrább vonva játszott. Miután a csatársorból egy fő hátrább került, gyakorlatilag a fedezetek közé, hamarosan a védők számát is eggyel növelték azáltal, hogy az egyik fedezetet hátravonták. Így jött létre a 4-2-4 rendszer, amelyben 4 hátvéd, 2 fedezet és 4 csatár szerepelt. Ebben a rendszerben a 4. védőt beállósnak kezdték nevezni.
- Az egyes csoportok neve egyre inkább a ma általános elnevezésre (védők, középpályások, támadók) változott, miután további számos kombináció jött létre az egyes csapatok játékrendjére. Az egykori középhátvéd helyett emberfogásra nem kötelezett, szabad feladatkörű poszt lett a söprögető (olaszul libero, vagyis szabad poszt). A söprögetővel felálló csapat játékrendjét általában úgy jelölik, hogy a söprögető a védők mögé (itt: elé) kerül, például 1-4-2-3, 1-3-3-3, 1-3-4-2 stb.)
- A fedezet kifejezés helyett használt középpályás a csapat felállása szerint 3, 4 vagy akár 5 játékos pozíciójának a neve lehet.
- A csatárok számának fogyásával az elnevezést egyre inkább felváltotta a támadó megnevezés. Mivel a támadók száma gyakran 1 vagy 2, és ez a szám a védők megnövekedett számánál mindenképpen alacsonyabb, ezért az egyes támadókat gyakran "éknek"  nevezik.

### A jégkorongban
A mezőnyjátékosok két csoportba sorolhatók. A támadók lehetnek balszélsők, centerek, illetve jobbszélsők. Egy sorban 3 támadó játékos szerepel. A védők lehetnek bal bekkek illetve jobb bekkek, és általában párban játszanak. 